# Jaden Shackelford
Jaden Shackelford (Hesperia, California; 14 de febrero de 2001) es un baloncestista estadounidense que pertenece a la plantilla de los Valley Suns de la G League. Con 1,91 metros de estatura, juega en la posición de escolta.

## Trayectoria deportiva

### Universidad
Jugó tres temporadas con los Crimson Tide de la Universidad de Alabama, en las que promedió 15,2 puntos, 4,6 rebotes y 1,6 asistencias por partido. En sus dos últimas temporadas fue incluido por los entrenadores en el segundo mejor quinteto de la Southeastern Conference.
El 3 de abril de 2022 se declaró elegible para el draft de la NBA de 2022, renunciando a su elegibilidad universitaria restante.

#### Estadísticas
| Año     | Equipo  | PJ | PT | MPP  | %TC  | %3P  | %TL  | RPP | APP | ROB | TPP | PPP  |
| ------- | ------- | -- | -- | ---- | ---- | ---- | ---- | --- | --- | --- | --- | ---- |
| 2019–20 | Alabama | 31 | 19 | 29.4 | .413 | .357 | .768 | 4.5 | 1.4 | .5  | .2  | 15.0 |
| 2020–21 | Alabama | 33 | 32 | 29.3 | .410 | .342 | .756 | 3.8 | 2.0 | .8  | .1  | 14.0 |
| 2021–22 | Alabama | 33 | 32 | 34.1 | .443 | .351 | .778 | 5.4 | 1.5 | .8  | .2  | 16.6 |
| Total   | Total   | 97 | 83 | 31.0 | .401 | .351 | .767 | 4.6 | 1.6 | .8  | .1  | 15.2 |

### Profesional
Tras no ser elegido en el Draft de la NBA de 2022, el 24 de junio firmó un contrato a prueba con los Oklahoma City Thunder. El 3 de noviembre, tras haber sido cortado por los Thunder, pasó a formar parte de la plantilla de su filial en la G League, los Oklahoma City Blue. En su primera temporada en el equipo promedió 15,0 puntos y 2,7 rebotes por partido, mientras que en la segunda ayudó a ganar el campeonato a los Blue con 13,1 puntos y 2,6 rebotes por encuentro.
El 19 de septiembre de 2024 firmó con los Phoenix Suns, pero fue despedido una semana más tarde. El 27 de octubre, se unió a los Valley Suns.